# Ilse Steppat
Ilse Paula Steppat (Wuppertal, 30 novembre 1917 – Berlino Ovest, 21 dicembre 1969) è stata un'attrice e doppiatrice tedesca.

## Filmografia parziale
- Ehe im Schatten, regia di Kurt Maetzig (1947)
- Die Brücke, regia di Arthur Pohl (1949)
- Die Schuld des Dr. Homma, regia di Paul Verhoeven (1951)
- Tragica confessione (Der Kaplan von San Lorenzo), regia di Gustav Ucicky (1953)
- I topi (Die Ratten), regia di Robert Siodmak (1955)
- Le confessioni del filibustiere Felix Krull (Bekenntnisse des Hochstaplers Felix Krull), regia di Kurt Hoffmann (1957)
- Infermiera di notte (Nachtschwester Ingeborg), regia di Géza von Cziffra (1958)
- Le veneri del peccato (Madeleine Tel. 13 62 11), regia di Kurt Meisel (1958)
- La tomba insanguinata (Die Gruft mit dem Rätselschloss), regia di Franz Josef Gottlieb (1964)
- L'artiglio blu (Die blaue Hand), regia di Alfred Vohrer (1967)
- La morte in jaguar rossa (Der Tod im roten Jaguar), regia di Harald Reinl (1968)
- Agente 007 - Al servizio segreto di Sua Maestà (On Her Majesty's Secret Service), regia di Peter R. Hunt (1969)